# Championnat de Tchécoslovaquie de football 1932-1933
Navigation
Saison précédente Saison suivante
La saison 1932-1933 du Championnat de Tchécoslovaquie de football est la 9e édition du championnat de première division en Tchécoslovaquie. Les dix meilleurs clubs du pays se retrouvent au sein d'une poule unique, la First League, où les formations s'affrontent deux fois, à domicile et à l'extérieur. À l'issue du championnat, les deux derniers du classement sont relégués et remplacés par les deux meilleurs club de II. Liga, la deuxième division tchécoslovaque.
C'est le club du SK Slavia Prague qui termine en tête du classement du championnat, avec deux points d'avance sur le tenant du titre, l'AC Sparta Prague et quatre points sur le FC Viktoria Plzen. C'est le 5e titre de champion de Tchécoslovaquie de l'histoire du club.

## Les clubs participants
| - SK Kladno - FC Bohemians Prague - SK Nachod - FC Viktoria Plzen - SK Liben - Promu de II. Liga - FK Viktoria Žižkov - FK Teplice - SK Plzen - Promu de II. Liga - SK Slavia Prague - AC Sparta Prague |

## Compétition

### Classement
Le barème utilisé pour établir le classement est le suivant :
- Victoire : 2 points
- Match nul : 1 point
- Défaite : 0 point

| Rang | Équipe               | Pts | J  | G  | N | P  | Bp | Bc | Diff |
| ---- | -------------------- | --- | -- | -- | - | -- | -- | -- | ---- |
| 1    | SK Slavia Prague     | 26  | 18 | 12 | 2 | 4  | 60 | 21 | +39  |
| 2    | AC Sparta Prague (T) | 24  | 18 | 10 | 4 | 4  | 53 | 31 | +22  |
| 3    | FC Viktoria Plzen    | 22  | 18 | 9  | 4 | 5  | 37 | 32 | +5   |
| 4    | FK Viktoria Žižkov   | 21  | 18 | 10 | 1 | 7  | 41 | 33 | +8   |
| 5    | SK Kladno            | 18  | 18 | 9  | 0 | 9  | 41 | 34 | +7   |
| 6    | FC Bohemians Prague  | 18  | 18 | 8  | 2 | 8  | 47 | 45 | +2   |
| 7    | SK Náchod            | 18  | 18 | 8  | 2 | 8  | 41 | 48 | -7   |
| 8    | FK Teplice           | 17  | 18 | 7  | 3 | 8  | 39 | 38 | +1   |
| 9    | SK Liben (P)         | 8   | 18 | 3  | 2 | 13 | 31 | 68 | -37  |
| 10   | SK Plzen (P)         | 8   | 18 | 2  | 4 | 12 | 18 | 58 | -40  |

|  | Qualification pour la Coupe Mitropa 1933             |
|  | Relégation en II. Liga                               |
|  | (T) Tenant du titre (P) : Promu de deuxième division |

## Bilan de la saison
| Championnat de Tchécoslovaquie de football 1932-1933 |                             |
| Champion                                             | SK Slavia Prague (5e titre) |
| Coupes et trophées                                   |                             |
| Vainqueur de la Coupe de Tchécoslovaquie 1932-1933   | Non disputée                |
| Qualifications continentales                         |                             |
| Coupe Mitropa 1933                                   | SK Slavia Prague            |
| Coupe Mitropa 1933                                   | AC Sparta Prague            |
| Promotions et relégations                            |                             |
| Promus en I. Liga                                    | SK Zidenice                 |
| Promus en I. Liga                                    | Cechie Karlin               |
| Relégués en II. Liga                                 | SK Liben                    |
| Relégués en II. Liga                                 | SK Plzen                    |